# 1/4 + 1/16 + 1/64 + 1/256 + ⋯

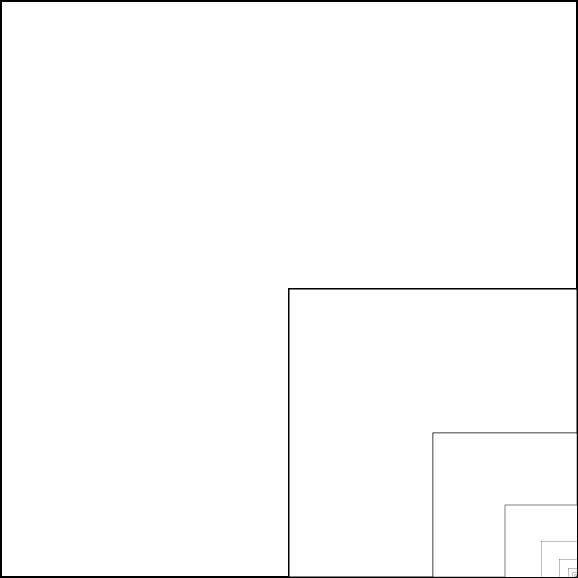
La figure d’Archimède de a = 3/4

En mathématiques, la série infinie 1/4 + 1/16 + 1/64 + 1/256 + ⋯ est, dans l'histoire des mathématiques, l'une des premières séries infinies dont on ait donné la somme. Elle a été utilisée par Archimède en 250-200 av. J.-C.. Comme il s'agit d'une série géométrique de premier terme 1/4 et de raison 1/4, sa somme est
{\displaystyle \sum _{i=1}^{\infty }{\frac {1}{4^{i}}}={\frac {\frac {1}{4}}{1-{\frac {1}{4}}}}={\frac {1}{3}}.}

## Démonstrations visuelles

3s = 1.

La série 1/4 + 1/16 + 1/64 + 1/256 + ⋯ se prête à des démonstrations visuelles particulièrement simples, car un carré et un triangle se divisent en quatre morceaux semblables, dont chacun contient un quart de l'aire originale.
Dans la figure de gauche,, si le grand carré a une aire égale à 1, alors le plus grand carré noir est d'aire 1/2 × 1/2 = 1/4. De même, le deuxième carré noir 1/16, et le troisième plus grand carré noir 1/64. La surface occupée par tous les carrés noirs est donc 1/4 + 1/16 + 1/64 + ⋯, c'est aussi l'aire occupée par les carrés gris et les carrés blancs. Puisque ces trois zones couvrent l'unité carrée, la figure démontre que
{\displaystyle 3\left({\frac {1}{4}}+{\frac {1}{4^{2}}}+{\frac {1}{4^{3}}}+{\frac {1}{4^{4}}}+\cdots \right)=1.}
La propre illustration d'Archimède, adaptée en haut, était légèrement différente, étant plus proche de l'équation
{\displaystyle {\frac {3}{4}}+{\frac {3}{4^{2}}}+{\frac {3}{4^{3}}}+{\frac {3}{4^{4}}}+\cdots =1.}

3s = 1.

La même stratégie géométrique fonctionne également pour les triangles, comme dans la figure de droite, : si le grand triangle a une aire égale à 1, alors l'aire du plus grand triangle noir vaut 1/4, et ainsi de suite. La figure dans son ensemble présente une auto-similarité entre un grand triangle et son sous-triangle supérieur. Une construction connexe reproduisant le même procédé aux trois coins produit le triangle de Sierpiński.

## Preuve d'Archimède

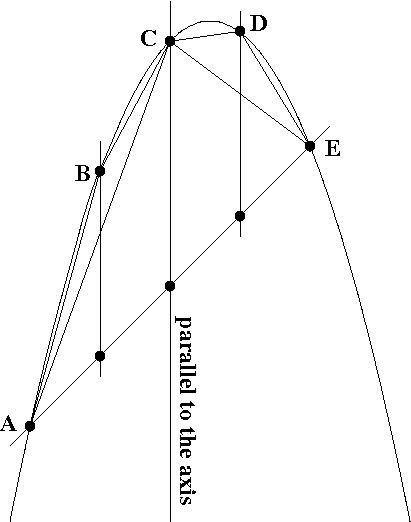
Cette courbe est une parabole. Les points sur la droite sécante AE sont espacés de distance égale. Archimède a montré que la somme des zones des triangles ABC et CDE vaut 1/4 de l'aire du triangle ACE. Il construit alors une autre couche de quatre triangles au-dessus, dont la somme est 1/4 de la somme des zones ABC et de CDE, puis une autre couche de huit triangles au-dessus, ayant 1/4 de cette aire, et ainsi de suite. Il a conclu que la zone entre la droite sécante et la courbe vaut 4/3 de l'aire du triangle ACE.

Archimède expose la série dans son œuvre La Quadrature de la parabole. Il trouve l'aire à l'intérieur d'une parabole, et il obtient une série de triangles ; chaque étape de la construction ajoute une aire 1/4 fois l'aire de l'étape précédente. Le résultat qu'il souhaite prouver est que la superficie totale est 4/3 fois la surface de la première étape. Pour y arriver, il introduit un lemme algébrique :

« Proposition 23. Soit une série de domaines A, B, C, D, … , Z, où A est le plus grand, Et chacune est égale à quatre fois la suivante dans l'ordre, alors
{\displaystyle A+B+C+D+\cdots +Z+{\frac {1}{3}}Z={\frac {4}{3}}A.} »

Archimède prouve la proposition en calculant d'abord
{\displaystyle {\begin{array}{rcl}\displaystyle B+C+\cdots +Z+{\frac {B}{3}}+{\frac {C}{3}}+\cdots +{\frac {Z}{3}}&=&\displaystyle {\frac {4B}{3}}+{\frac {4C}{3}}+\cdots +{\frac {4Z}{3}}\\[1em]&=&\displaystyle {\frac {1}{3}}(A+B+\cdots +Y).\end{array}}}
D'autre part,
{\displaystyle {\frac {B}{3}}+{\frac {C}{3}}+\cdots +{\frac {Y}{3}}={\frac {1}{3}}(B+C+\cdots +Y).}
En soustrayant cette équation de l'équation précédente, on a
{\displaystyle B+C+\cdots +Z+{\frac {Z}{3}}={\frac {1}{3}}A}
Et l'ajout de A aux deux côtés donne le résultat souhaité.
Aujourd'hui, une reformulation plus standard de la proposition d'Archimède est que les sommes partielles de la série 1 + 1/4 + 1/16 + ⋯ sont :
{\displaystyle 1+{\frac {1}{4}}+{\frac {1}{4^{2}}}+\cdots +{\frac {1}{4^{n}}}={\frac {1-\left({\frac {1}{4}}\right)^{n+1}}{1-{\frac {1}{4}}}}.}
Cette forme peut être prouvée en multipliant les deux côtés par 1/4 et en observant que tous sauf le premier et le dernier des termes sur le côté gauche de l'équation s'annulent par paires. La même stratégie s'applique à toute série géométrique finie.

## La limite
La Proposition 24 d'Archimède applique la somme finie (mais indéterminée) dans la Proposition 23 à l'aire à l'intérieur d'une parabole par un double raisonnement par l'absurde. Il n'a pas tout à fait pris la limite des sommes partielles ci-dessus, mais dans le calcul moderne cette étape est assez facile :
{\displaystyle \lim _{n\to \infty }{\frac {1-\left({\frac {1}{4}}\right)^{n+1}}{1-{\frac {1}{4}}}}={\frac {1}{1-{\frac {1}{4}}}}={\frac {4}{3}}.}
Puisque la somme d'une série infinie est définie comme la limite de ses sommes partielles,
{\displaystyle 1+{\frac {1}{4}}+{\frac {1}{4^{2}}}+{\frac {1}{4^{3}}}+\cdots ={\frac {4}{3}}.}